# Glenaire
Glenaire és una població dels Estats Units a l'estat de Missouri. Segons el cens del 2000 tenia 553 habitants.

## Demografia
Segons el cens del 2000, Glenaire tenia 553 habitants, 219 habitatges, i 174 famílies. La densitat de població era de 711,7 habitants per km².
Dels 219 habitatges en un 32,4% hi vivien nens de menys de 18 anys, en un 68,5% hi vivien parelles casades, en un 7,3% dones solteres, i en un 20,5% no eren unitats familiars. En el 16,9% dels habitatges hi vivien persones soles el 5,5% de les quals corresponia a persones de 65 anys o més que vivien soles. El nombre mitjà de persones vivint en cada habitatge era de 2,53 i el nombre mitjà de persones que vivien en cada família era de 2,84.
Per edats la població es repartia de la següent manera: un 23% tenia menys de 18 anys, un 5,1% entre 18 i 24, un 27,8% entre 25 i 44, un 30,2% de 45 a 60 i un 13,9% 65 anys o més.
L'edat mediana era de 42 anys. Per cada 100 dones de 18 o més anys hi havia 94,5 homes.
La renda mediana per habitatge era de 54.327 $ i la renda mediana per família de 56.000 $. Els homes tenien una renda mediana de 38.472 $ mentre que les dones 26.979 $. La renda per capita de la població era de 21.133 $. Entorn del 4,7% de les famílies i el 3,8% de la població estaven per davall del llindar de pobresa.

## Poblacions més properes
El següent diagrama mostra les poblacions més properes.